# Berthrade Bikatal
Berthrade Simone Flore Bikatal (née le 23 juillet 1992) est une joueuse camerounaise de volley-ball féminin. Elle est membre de l'équipe du Cameroun de volley-ball féminin. 

## Carrière

### Carrière en sélection
Elle fait partie de l'équipe nationale du Cameroun au Championnat du monde de volley-ball féminin 2014 en Italie et aux Jeux olympiques de 2016 à Rio de Janeiro,. Elle remporte la médaille d'or lors du Championnat d'Afrique de volley-ball féminin 2017.
Elle participe ensuite avec son équipe au Championnat du monde féminin de volley-ball 2018,.
Elle remporte la médaille d'argent des Jeux africains de 2019  puis l'or au Championnat d'Afrique féminin de volley-ball 2019 et au Championnat d'Afrique féminin de volley-ball 2021.

### Carrière en club
- Nyong-et-Kéllé (2014-2015)
- Mérignac Bordeaux (2015-)

## Palmarès
- Médaille d'or au Championnat d'Afrique 2017, 2019 et 2021
- Médaille d'argent aux Jeux africains de 2019.